# Båtskärsnäs kyrka
Båtskärsnäs kyrka är en kyrkobyggnad som tillhör Kalix församling i Luleå stift. Kyrkan ligger i Båtskärsnäs i Kalix kommun.

## Kyrkobyggnaden
Träkyrkan uppfördes 1974 efter ritningar av arkitekt Torsten Thuresson. Första spadtaget togs 20 mars 1974 och 8 september samma år invigdes kyrkobyggnaden av domprost Olaus Brännström.
Kyrkan består av ett rektangulärt långhus som täcks av ett brant sadeltak. En församlingsdel med platt tak är sammanbyggd med kyrkan. Byggnadskomplexet har tak täckta med plåt och ytterväggar klädda med röd träpanel.
Kyrkorummet har väggar och tak klädda med naturfärgad träpanel. Dagsljus når in genom smala fönsterband på långsidorna och genom ett högt, smalt fönster, ovanför altaret. Bänkinredningen är  byggd av omålat trä i öppna kvarter.
Vid kyrkan finns en fristående klockstapel som är invigd 1976.

## Inventarier
- På altarväggen finns vävnader från Gammelstads väveri.